# District de Vārānasī
Le district de Varanasi (en hindi : वाराणसी ज़िला, en ourdou : وارانسی ضلع) est l'un des districts de l'État de l'Uttar Pradesh en Inde.

## Géographie
Sa capitale est la ville de Vārānasī. 
La superficie du district est de 1 535 km2 et la population était en 2011 de 3 676 841 habitants.